# 25

## Події
- Братом Кунобеліна Епатіком була захоплена Каллева.
- Імператор Гуан У захопив владу Лю Сюаня (імператора Генші).
- Збудовано Римський театр у Вероні
- Постала держава Ченцзя (існувала до 36 року).

## Померли
- Луцій Доміцій Агенобарб — політичний та військовий діяч Римської імперії.
- Луцій Ноній Аспренат — політичний та військовий діяч Римської імперії.
- Лю Сюань — імператор династії Хань у 23—25 роках, повалив Ван Мана з династії Сінь, відновив владу роду Лю в Китаї.